# Sucre
Sucre [ˈsukre], die konstitutionelle Hauptstadt von Bolivien und Sitz des obersten Gerichtshofs, liegt im zentralen Südteil des Landes und ist Hauptstadt des Departamento Chuquisaca.
Die Stadt ist seit 1839 nach dem revolutionären Führer Antonio José de Sucre benannt und für ihre Schokoladen-Spezialitäten bekannt.

## Geschichte

### Neuzeit
Sucre wurde 1538 von Pedro Anzurez Marques de Campo Redondo als Ciudad de la Plata de la Nueva Toledo gegründet und war kurz als La Plata sowie Charcas und auf Quechua als Chuquisaca bekannt. Das heutige Bolivien wurde im 18. Jahrhundert für seinen Reichtum an Silber La Plata genannt (plata bedeutet ‚Silber‘ bzw. ‚Reichtum‘ allgemein). Auch der Río de la Plata und Argentinien (lateinisch argentum ‚Silber‘), beide Zugang zu den silberreichen Gebieten, wurden nach diesem benannt.

#### Kolonialzeit
La Plata profitierte wirtschaftlich von seiner Nähe zu Potosí und fungierte als kulturelles, administratives und religiöses Zentrum.
Im Jahr 1559 wurde auf Befehl König Philipp II. in La Plata die Real Audiencia von Charcas mit Kompetenzen in Sachen Gerichts- und Finanzwesen sowie der allgemeinen Verwaltung eingerichtet. Zu Anfang unterstanden dieser Audiencia Gebiete von Cusco bis Buenos Aires, in denen aber nach und nach eigene Audiencias eingerichtet wurden. Nach einer Verwaltungsreform wurden ab 1782 von La Plata aus die vier Intendencias La Plata, Potosí, Cochabamba und La Paz, zwischen 1784 und 1796 auch die Intendencia Puno verwaltet.
La Plata wurde 1552 Sitz eines Bischofs, der für ehemals vom Bistum Cuzco betreute Gebiete als Bistum La Plata o Charcas zuständig wurde. 1559 wurde mit dem Bau der Kathedrale begonnen. Bis zur Erhebung zum Erzbistum La Plata o Charcas im Jahr 1609 gehörte das neu formierte Bistum zum Einflussbereich des Erzbistums Lima. Mit der Zeit siedelten sich verschiedene kirchliche Orden, beispielsweise Jesuiten und Franziskaner, an und errichteten Klöster. 1924 erhielt das Erzbistum den Namen Erzbistum Sucre.
Im Jahre 1622 unterzeichnete König Philipp III. einen Befehl zur Gründung einer königlichen Universität. Durch eine Bulle Papst Gregors XV. aus dem Jahr 1623 zusätzlich legitimiert, konnte sich die Gründung „königlich und päpstlich“ nennen. Vor Ort trat 1624 der lokale Vorsteher der Jesuiten Juan Frías de Harrán als Gründer in Erscheinung, und auch das ursprüngliche Personal rekrutierte sich aus den Reihen der Padres. Fast zwangsläufig wurde mit dem Asienmissionar San Francisco Xavier dann auch ein Jesuit Namensgeber der Universidad Mayor, Real y Pontificia de San Francisco Xavier de Chuquisaca. Das Lehrangebot umfasste zunächst Theologie, Philosophie, Latein sowie die Sprache der Indios, Aymara.

#### Unabhängigkeit
Nach der Unabhängigkeit von Spanien im Jahr 1825 wurde die Stadt zu Ehren von Mariscal António José de Sucre in Sucre umbenannt und Hauptstadt des neuen Staates Bolivien.
Wegen des wirtschaftlichen Niedergangs Potosís sowie der schlechten Verbindungen mit dem Rest des Landes wurde Sucre im Jahr 1899 als Regierungssitz zugunsten von La Paz aufgegeben. Es blieb aber die konstitutionelle Hauptstadt des Landes und beherbergt den Obersten Gerichtshof (Corte Suprema de Justicia).

## Lage und Sehenswürdigkeiten
Sucre liegt auf rund 2800 m, hat ein sehr angenehmes, gemäßigtes Klima und gilt mit seinen reichen, gepflegten Plätzen und Parkanlagen als eine der schönsten Städte Südamerikas.

### UNESCO-Weltkulturerbe
Die Altstadt von Sucre mit ihren weißen Gebäuden gilt als eines der am besten erhaltenen Beispiele einer Kolonialstadt in Südamerika und ist im typischen Schachbrettmuster angelegt. Im Jahr 1991 wurde die Altstadt als Ensemble von der UNESCO als Weltkulturerbe anerkannt. Die UNESCO begründete dies mit der Vielzahl gut erhaltener Häuser aus dem 18. Jahrhundert sowie damit, dass auch spätere Bauwerke mit Innenhöfen und unter Beibehaltung des Stils spanischer Kolonialarchitektur errichtet wurden. Ebenso unter Schutz stehen frühe Bauwerke wie beispielsweise die durch die ersten Siedler errichteten Kirchen von San Lazaro (1544) und San Francisco (1581). Zur Anerkennung trug ebenfalls bei, dass die bolivianischen Behörden zum Schutz des Gesamtbilds bereits im Jahr 1988 ein weitgehendes Bauverbot für die angrenzenden Hügel erlassen und ein Programm zu deren Aufforstung gestartet hatten.

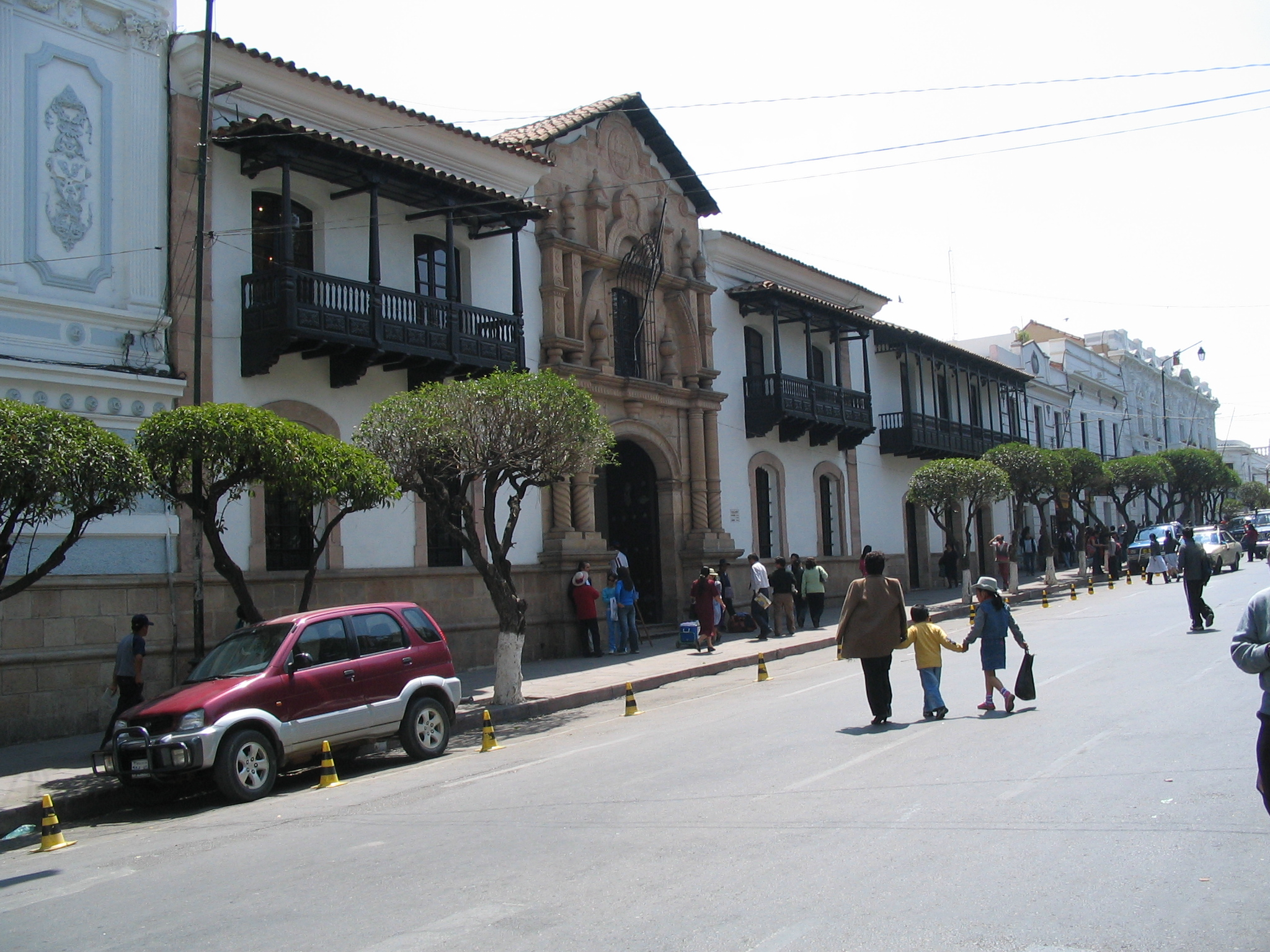
Casa de la Libertad

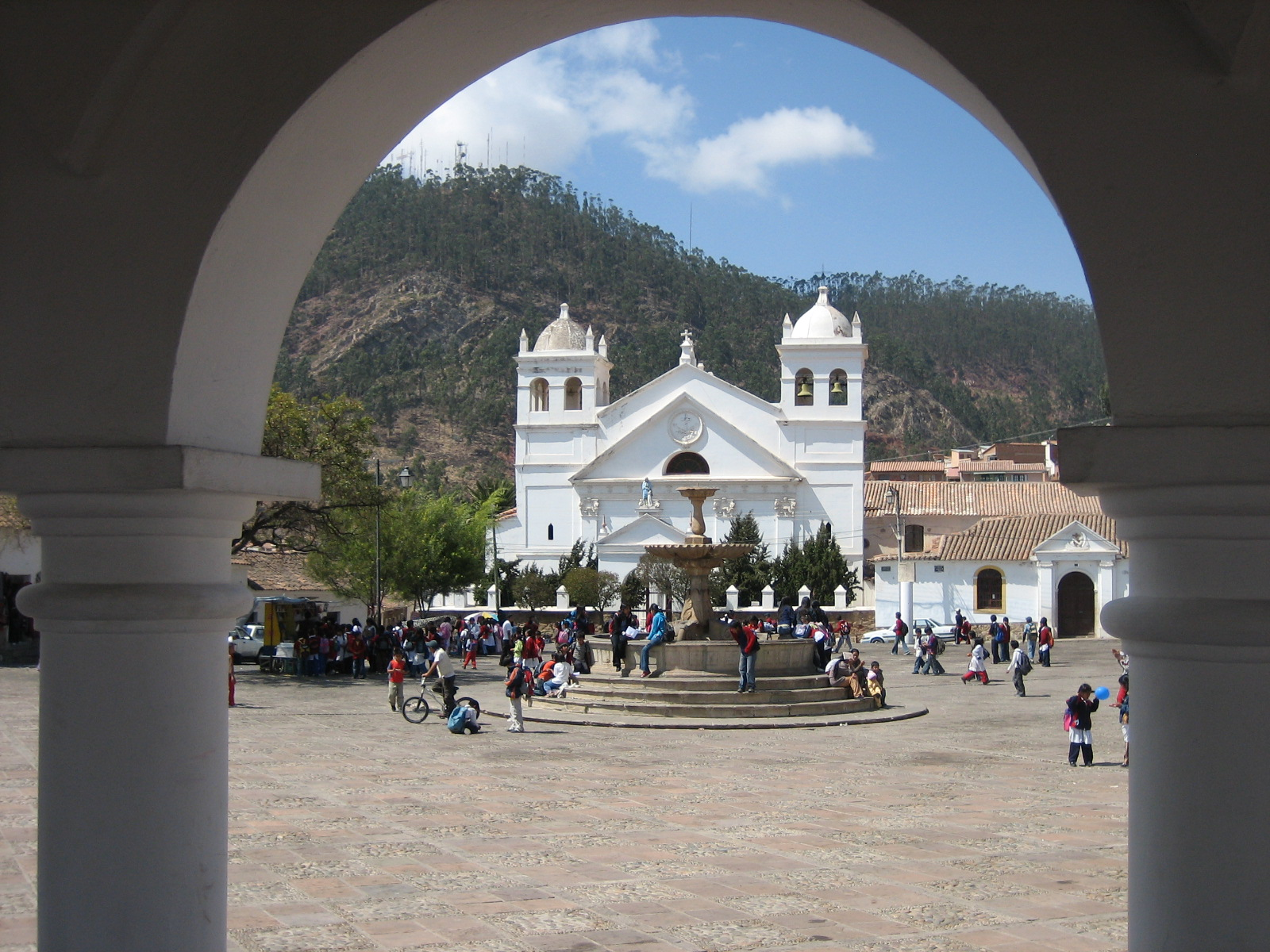
Kloster La Recoleta

### Bauwerke
Die Casa de la Libertad stellt den historischen Gebäudekomplex dar, in dem 1825 Boliviens Unabhängigkeitserklärung unterzeichnet wurde. Der Hauptsalon ist nach wie vor im Stil jener Zeit erhalten, in dem er die damaligen Revolutionäre beherbergte. In dem Museum werden die ersten Nationalflaggen, sowie all jene Dokumente aufbewahrt, die die historischen Ereignisse rund um die Erlangung der Unabhängigkeit dokumentieren.
Das Kloster la Recoleta wurde im Jahr 1601 von Franziskanern gegründet und ist umgeben von viereckigen, mit steinsäulenbewehrten Gängen umrundeten Innenhöfen, in denen liebliche Gärten mit Rosen und blühenden Geranien angelegt sind. Die auf die restaurierte Kapelle hin ausgerichteten Wege führen zu einem schönen Chorgestühl.

### Museen
Die Webkunst der ansässigen Indigenen der Umgebung (Tarabuco) ist im Textilmuseum dokumentiert. Im nahegelegenen Kalkabbaugebiet (nur mit dem Taxi zu erreichen) kann man die auf mehrere Quadratkilometer verteilten und am besten erhaltenen Dinosaurierspuren der Welt besichtigen.
Im Museo de los Niños Tanga Tanga gibt es interaktive Ausstellungen zu den Themen Bolivianische Kultur, Gesundheit, Umwelt, Wissenschaft und erneuerbare Energien.
Die Jungfrau Maria, die in Sucre verehrt wird, besitzt einen speziellen Stellenwert in Bolivien. Frauen, die keine Kinder mehr wollen, bringen der Jungfrau eine Puppe und bitten sie, keine Kinder mehr zu bekommen. Andere Frauen, die gerne Kinder wollen, gehen zu ihr, und nehmen eine Puppe mit und bitten sie, ihr den Kindersegen zu schenken.

## Verkehr
Obwohl die Stadt per Luftlinie gut zwischen allen größeren Städten des Landes liegt, ist sie verkehrsmäßig relativ abgelegen, da das Straßennetz in dem schwierigen, bergigen Gelände nur schlecht ausgebaut ist.
Der neugebaute Flughafen „Alcantarí“ liegt 25 km südöstlich der Stadt. Von hier gibt es Flugverbindungen in die anderen größeren Städte wie La Paz, Cochabamba und Santa Cruz. Der innenstadtnahe alte Flughafen „Juana Azurduy de Padilla“ wird nicht mehr bedient.
Es gibt Busverbindungen in alle Städte des Landes, nach La Paz, Cochabamba, Potosí, Uyuni, Tarija und Santa Cruz.
Es gibt eine nicht mehr genutzte Bahntrasse von Potosí über Sucre bis nach Tarabuco. Während der Teil der Trasse von Sucre nach Osten schon länger nicht mehr in Betrieb war, wurde die Trasse von Sucre nach Potosí noch bis in die 2010er Jahre von einem Ferrobus bedient. Er war wesentlich langsamer als der Bus auf der Straße, bot aber stattdessen eine sich malerisch durch die Berge windende Strecke und erschloss einige Dörfer, die über die Straße schwer zu erreichen sind.

## Bildungseinrichtungen
Die Universidad Mayor, Real y Pontificia de San Francisco Xavier de Chuquisaca (USFX) wurde 1624 gegründet und ist somit 24 Jahre älter als die bekannte Harvard University. Das Studienangebot umfasst neben Natur-, Sozial- und Wirtschaftswissenschaften auch Technik, Jura, Sprachen und Medizin.
Die Universidad Andina Simón Bolívar (UASB) wurde 1985 durch die Andengemeinschaft gegründet, um die Integration der Andenländer im Bereich der universitären Bildung voranzutreiben. Neben dem Hauptsitz in Sucre bestehen Nationalsitze in Quito (Ecuador) sowie Caracas (Venezuela).

## Bevölkerung
Die Einwohnerzahl der Stadt hat sich in den vergangenen 65 Jahren auf ein Mehrfaches erhöht:
| Jahr | Einwohner | Quelle       |
| ---- | --------- | ------------ |
| 1950 | 40 128    | Volkszählung |
| 1976 | 63 625    | Volkszählung |
| 1992 | 131 769   | Volkszählung |
| 2001 | 193 876   | Volkszählung |
| 2012 | 237 480   | Volkszählung |
| 2024 |           | Volkszählung |

## Geographie
Sucre liegt östlich des bolivianischen Altiplano am Westrand der Cordillera Central. Das Klima ist ein gemäßigtes Höhenklima und ein typisches Tageszeitenklima, bei dem die mittlere Temperaturschwankung im Tagesverlauf stärker ausfällt als im Jahresverlauf.
Die Jahresdurchschnittstemperatur in der Region liegt bei etwa 16 °C (siehe Klimadiagramm Sucre), die Monatsdurchschnittswerte schwanken zwischen 14 °C im Juni/Juli und 17 °C im Oktober/November. Der Jahresniederschlag beträgt etwa 700 mm und weist fünf aride Monate von Mai bis September mit Monatswerten unter 25 mm auf, und eine deutliche Feuchtezeit von Dezember bis Februar mit Monatsniederschlägen zwischen 125 und 150 mm.
|                       | Jan  | Feb  | Mär  | Apr  | Mai  | Jun  | Jul  | Aug  | Sep  | Okt  | Nov  | Dez  |   |      |
| Mittl. Tagesmax. (°C) | 19,5 | 19,0 | 19,4 | 19,3 | 19,6 | 19,1 | 19,4 | 19,9 | 20,6 | 20,8 | 21,2 | 20,0 | ⌀ | 19,8 |
| Mittl. Tagesmin. (°C) | 12,8 | 12,3 | 12,2 | 11,6 | 10,2 | 8,5  | 8,3  | 9,9  | 11,2 | 12,4 | 12,8 | 12,9 | ⌀ | 11,3 |
|                       |      |      |      |      |      |      |      |      |      |      |      |      |   |      |
| Niederschlag (mm)     | 150  | 126  | 108  | 46   | 10   | 4    | 2    | 14   | 23   | 56   | 72   | 124  | Σ | 735  |
|                       |      |      |      |      |      |      |      |      |      |      |      |      |   |      |
| Luftfeuchtigkeit (%)  | 67   | 70   | 68   | 62   | 46   | 43   | 39   | 44   | 46   | 47   | 52   | 60   | ⌀ | 53,6 |

| 12,8 |

| 12,3 |

| 12,2 |

| 11,6 |

| 10,2 |

| 8,5 |

| 8,3 |

| 9,9 |

| 11,2 |

| 12,4 |

| 12,8 |

| 12,9 |

| 12,8 |

| 12,3 |

| 12,2 |

| 11,6 |

| 10,2 |

| 8,5 |

| 8,3 |

| 9,9 |

| 11,2 |

| 12,4 |

| 12,8 |

| 12,9 |

## Städtepartnerschaft
- Argentinien La Plata, Argentinien (seit 2005)
- Ecuador Quito, Ecuador (seit 2007)

## Söhne und Töchter der Stadt
- Jaime de Zudáñez (1772–1832), Unabhängigkeitskämpfer und Politiker
- Juana Azurduy de Padilla (1780–1862), lateinamerikanische Guerilla-Führerin im Kampf gegen die Spanier
- Mariano Enrique Calvo (1782–1842), vom 9. Juli 1841 bis zum 22. September 1841 Präsident von Bolivien
- Hilarión Daza (1840–1894), Präsident Boliviens von 1876 bis 1879
- Belisario Boeto (1841–1900), Jurist und Politiker
- Hernando Siles Reyes (1882–1942), Präsident Boliviens 1926–1930 und Gründer der Partido Nacionalista (PN)
- Miguel A. Valda Paredes (1884–1957), Komponist
- Cleto Loayza Gumiel (1888–1968), Bischof von Potosí
- Adolfo Costa du Rels (1891–1980), Schriftsteller
- Mamerto Urriolagoitia Harriague (1895–1974), Präsident Boliviens 1949–1951
- José María Velasco Maidana (1900–1989), Komponist und Regisseur
- Jorge Ruiz (* 1924), Filmpionier, Dokumentarfilmer und Kameramann
- David Padilla (1927–2016), Militär; 1978–1979 de facto Präsident der Republik Bolivien
- Jorge Gallardo Lozada (* 1934), Schriftsteller und Politiker
- Edmundo Luis Flavio Abastoflor Montero (* 1943), Erzbischof von La Paz
- Jeyson Auza (* 1981), Arzt und Politiker (MAS)
- Osvaldo Zambrana (* 1981), Schachgroßmeister